# Plan scénographique de Lyon

[http://www.renlyon.org/Lyon1550.html?x=17295&y=7516&z=24 Le Plan Scénographique de Lyon vers 1550 - 2023 recomposition numérique complète

Le plan scénographique de Lyon est un plan de la ville de Lyon réalisé au milieu de la Renaissance par un auteur inconnu. Il est tiré d'une gravure sur cuivre en taille douce. L'original est conservé aux Archives municipales de Lyon. Il a été créé vers 1550 : de nombreux documents affirment qu'il date de 1553 ou de 1554, quand d'autres affirment qu'il date de 1540.

## Histoire

### Contexte

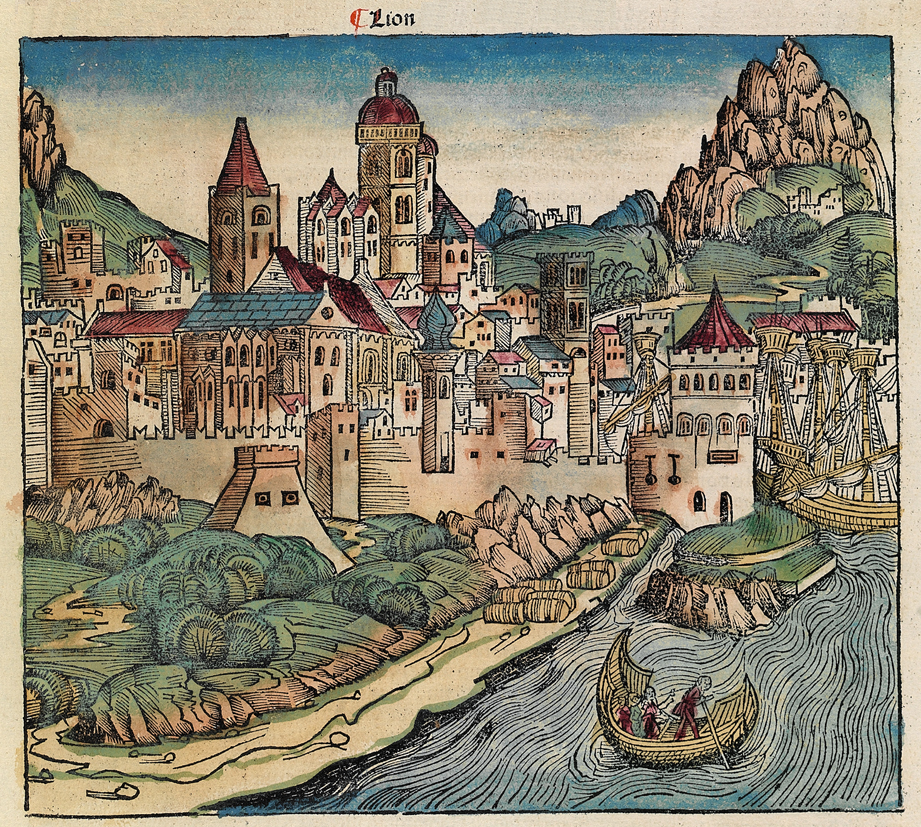
Illustration de Lyon dans le Schedelsche Weltchronik de Hartmann Schedel, 1493.

Avant le XVIe siècle, ces plans n'ont pas de valeur d'exactitude et se placent sur le plan symbolique. L'une des vues de cette période est celle de la chronique dite de Nuremberg. D'autres plans de villes sont réalisés dans la même période : Vienne en 1547, Strasbourg en 1548, Paris en 1535 et 1553, Rouen vers 1555, Londres en 1559, Amsterdam en 1554 ou encore Anvers et Augsbourg,. Cependant le plan de Lyon se distingue par la taille du document et par le fait qu'il soit une gravure sur cuivre et non pas sur bois comme de nombreux autres, qui sont ainsi moins précis mais peuvent en revanche être diffusés plus largement.
Au cours du XVIe siècle, plusieurs vues de Lyon sont réalisées dont celle de Bernard Salomon dans la Saulsaye de Maurice Scève, celle de Jacques Androuet du Cerceau gravée en 1548 ou les croquis de Hendrik Gijsmans.

### Réalisation
Selon les Archives de Lyon, ce plan serait tiré de dessins faits vers 1545, puis gravé entre 1548 et 1553, pour être assemblé en feuille et colorisé après cette date. Bernard Gauthiez affirme quant à lui que les relevés du plan ont été réalisés en 1544.

### Réutilisations

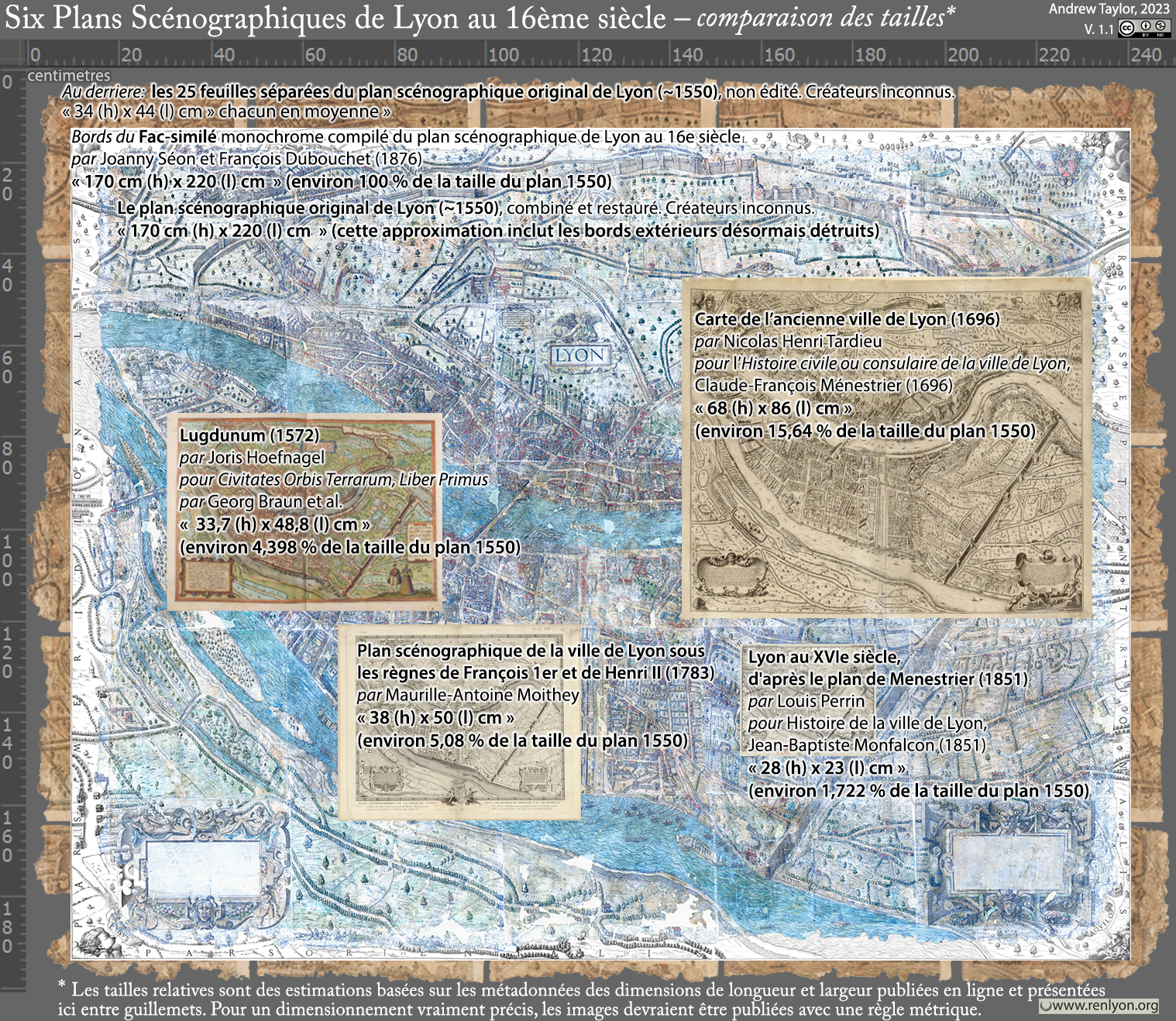
Comparaison des dimensions du plan scénographique de Lyon vers 1550 et de ses copies dérivées

Jusqu'au XVIIIe siècle, le plan a été utilisé comme document de référence pour établir des cartes générales de la ville.  Au XIXe siècle, il devient un document patrimonial et est considéré comme document historique.
Ainsi peu après, en 1575, Georg Braun réalise une gravure assez précise d'un plan de Lyon, qui reprend le plan scénographique. En 1696, Claude François Menestrier utilise le plan scénographique de Lyon pour illustrer son ouvrage Histoire civile ou consulaire de la ville de Lyon. De même en 1780, Maurille-Antoine Moithey le reproduit via une gravure. 

Comparaison côte à côte du plan original avec ces plans dérivés

### Conservation et restauration
Il est réparé en 1786 par l'académie de Lyon, puis redécouvert en 1840.
Le document a été restauré en 1842 pendant quatre mois, par Laurent de Dignoscyo, restauration qui l'a fragilisé. Il est notamment recolorisé, enlevé de sa toile et remis sur une autre, redessiné partiellement, recollé et verni. La ville rémunère ce travail pour 800 francs.
Pour éviter sa manipulation, une reproduction gravée a été réalisée en 1872 par Séon et Dubouchet, mais celle-ci n'est pas entièrement fidèle.  
En 1989, le spécialiste de la restauration sur papier Michel Guet a nettoyé et restauré le plan original de 1550, justifiée par sa faible visibilité, le pH acide du document, l'apparition de fentes et le noircissement d'éléments. Il a alors été expurgé des apports postérieurs à sa création, notamment des ajouts de 1842 et d'ajouts supposés avoir été faits en 1872. Guet a également séparé les 25 feuilles imprimées sur cuivre qui constituent la seule copie de plan existante, probablement assemblée et collée depuis le XVIe siècle. Ces feuilles séparées sont aujourd'hui conservées aux Archives Municipales de Lyon et sont exposées occasionnellement. 

### Numérisation et publication Web
Des photographies en haute résolution des 25 feuilles séparées du plan scénographique de Lyon ont été publiées en 2021 sur le site Internet des archives municipales de Lyon (cote 2SAT/3). Le plan a été compilé numériquement en 2014 (en utilisant la publication imprimée de 1990) et peut maintenant être exploré sur le web (www.renlyon.org) en haute résolution aux côtés du fac-similé de 1876 et de quatre autres dérivés historiques. La compilation numérique est mise à jour à l'aide de photographies de 2018.

## Description et analyse

### Dimension et état de conservation
Il est divisé en 25 feuillets d'environ 34 cm de haut par 44 cm de large. Il a été réalisé à la gravure au burin sur papier vergé. Une fois les feuillets assemblés, il a pour dimension 170 cm de haut pour 220 cm de large. Le plan est numéroté d'origine de un à vingt-cinq, en chiffres arabes, dont certains sont inversés en miroir (pl. 3, 4 et 9). La planche 12 n'est pas chiffrée. 
Le papier est en vergé très abîmé. Les feuilles qui se situent en marge de l'ensemble ont les bords extérieurs très altérés. On suppose que cette dégradation est due à un arrachage à sec du châssis où elles étaient accrochées. Les feuilles des positions centrales présentent de nombreuses craquelures, probablement dues à l'enroulement de la carte lors de son rangement après utilisation.
Il ne se distingue qu'un filigrane en grappe de raisin, bien visible sur les premières feuilles. Celles-ci sont gravées en taille-douce. « Le travail est fait au trait avec peu de croisures pour ombrer ; le modèle est donné par des tailles rapprochées ». 

### Inscriptions
Il porte plusieurs inscriptions dans le cartouche en haut à gauche. « Hunc locum colebant imperatores romani // maxime Severussub quo quam multi // martyres quarte et quinte persecutionis // Ecclesie temporibus occubuere // vide Historiam Ecclesiasticam, libro v° ». Dans cette même planche se trouve la mention « Lyon », ainsi que son blason. Le plan comprend également l'emblème commun d'Henri II et Diane de Poitiers, composé de 3 croissants. Le texte en latin est calligraphié en caractère romain, en petites capitales Garamond. Georges Reverdy pourrait être l'auteur de certains décors du plan, notamment de la figure du « génie de Lyon ».

Le plan est enrichi des nombreux noms de rues, de ports, de places ou d'églises.

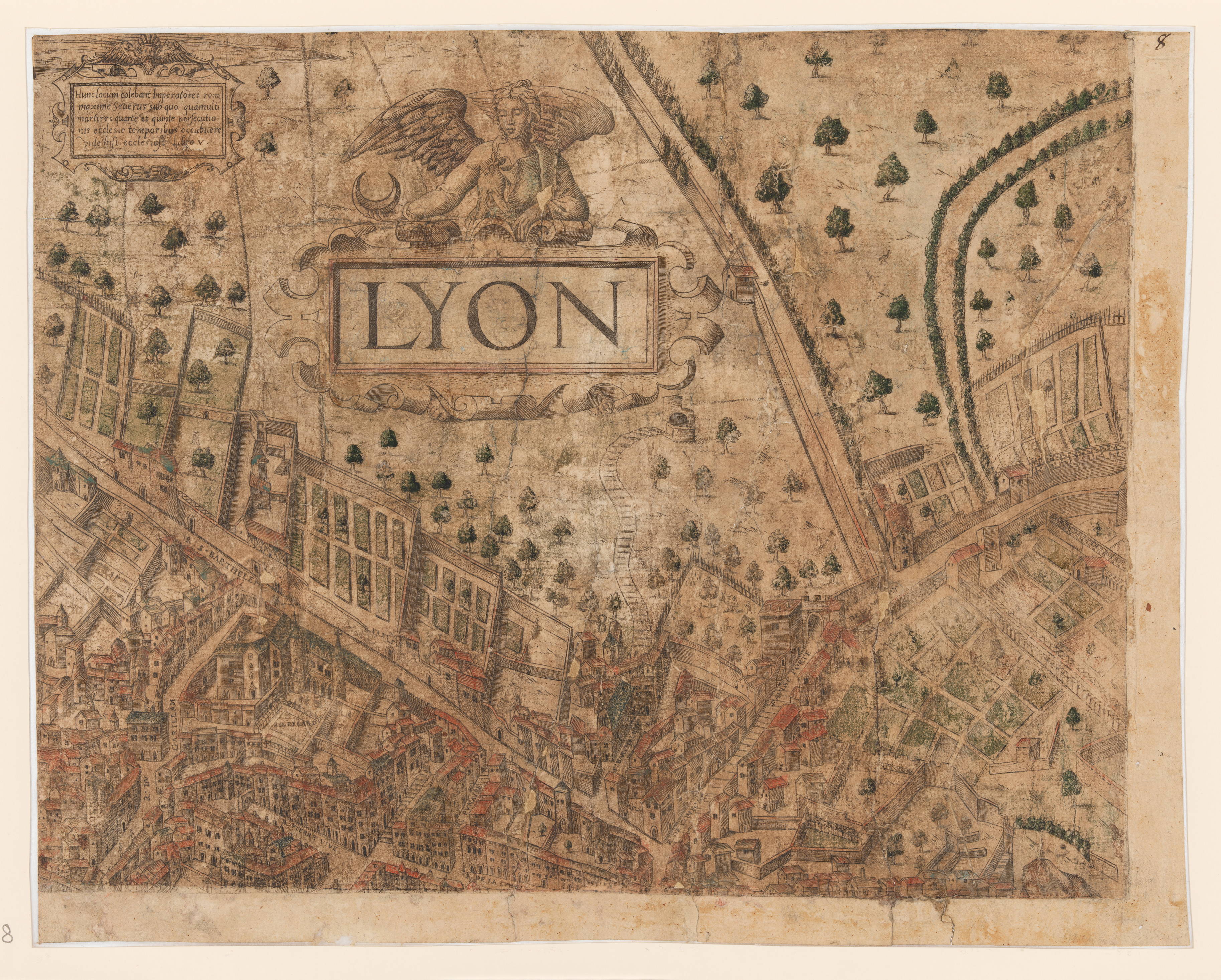
Plan scénographique de Lyon, planche 8, cartouche avec Lyon
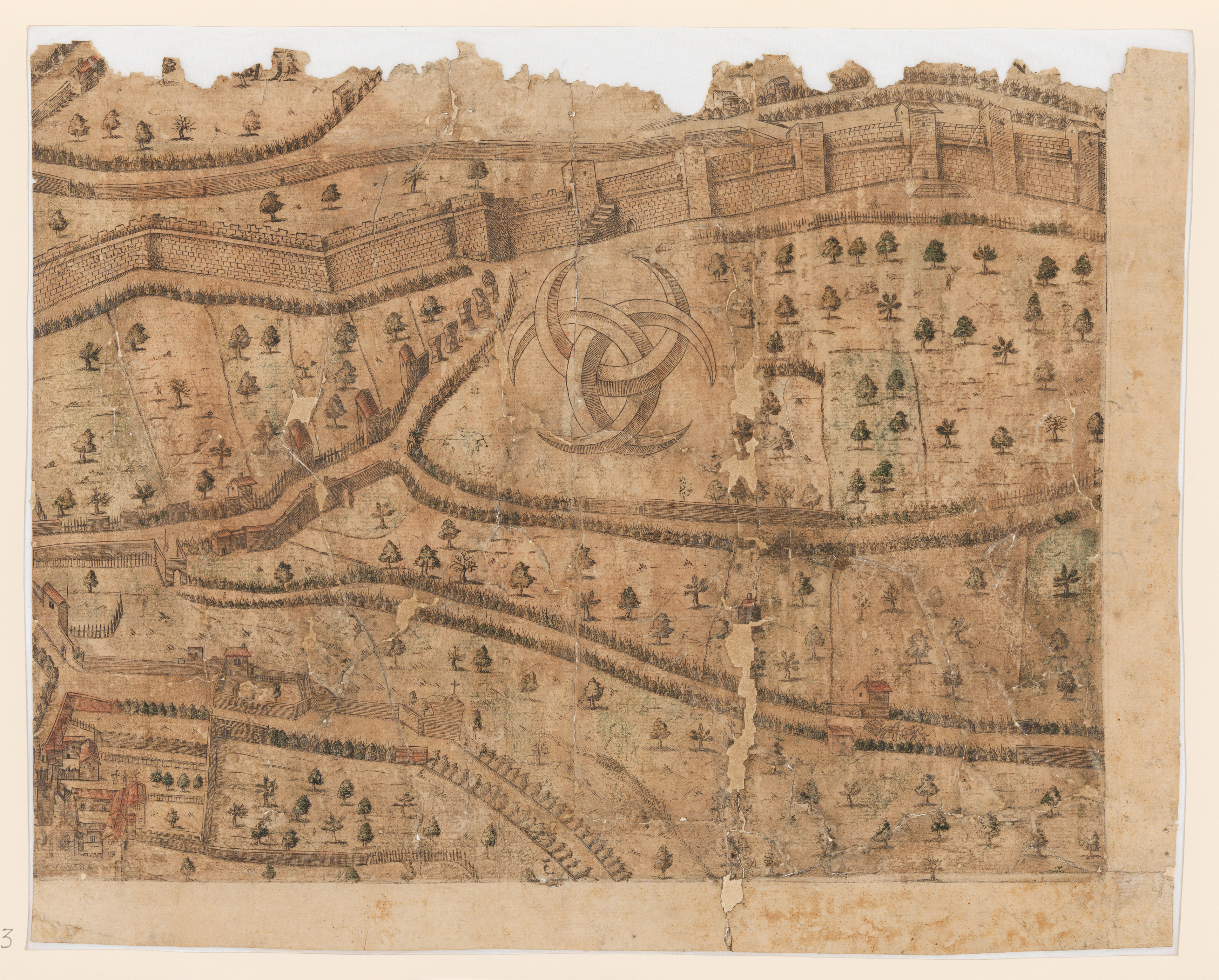
Plan scénographique de Lyon, planche 3, 3 croissants entrelacés, emblèmes d'Henri II et Diane de Poitiers
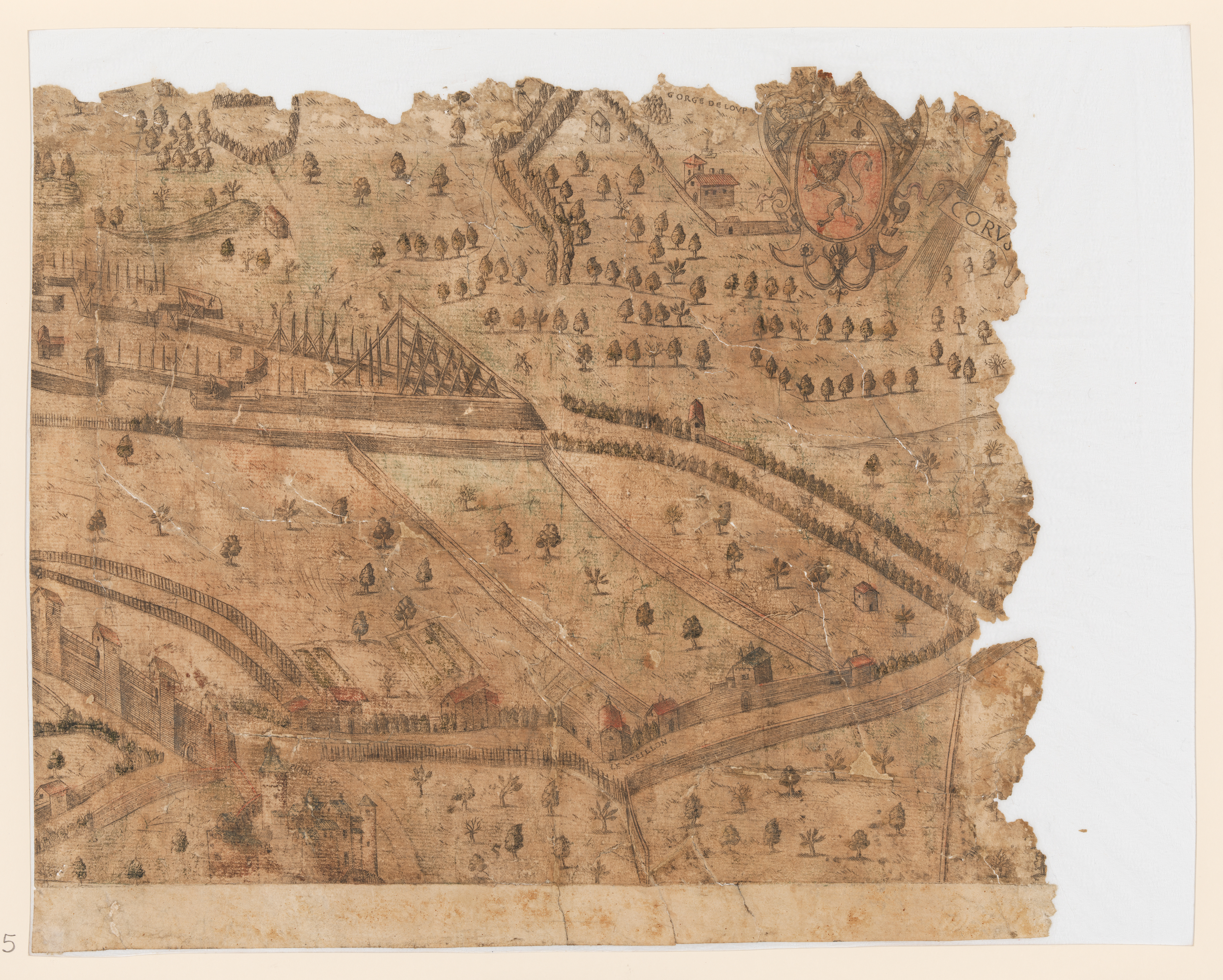
Plan scénographique de Lyon, planche 5, blason de Lyon
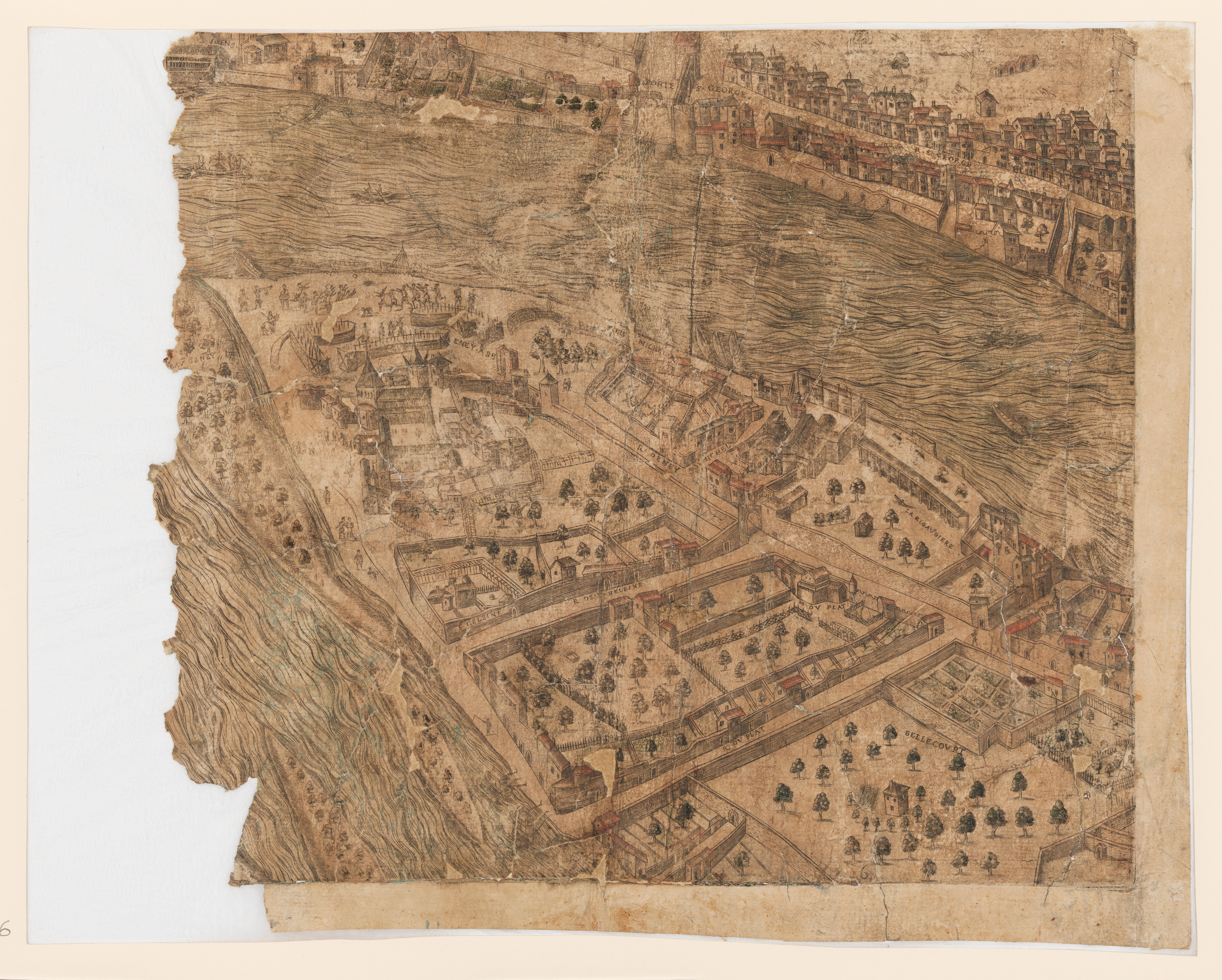
Plan scénographique de Lyon, planche 6, le confluent vers Ainay
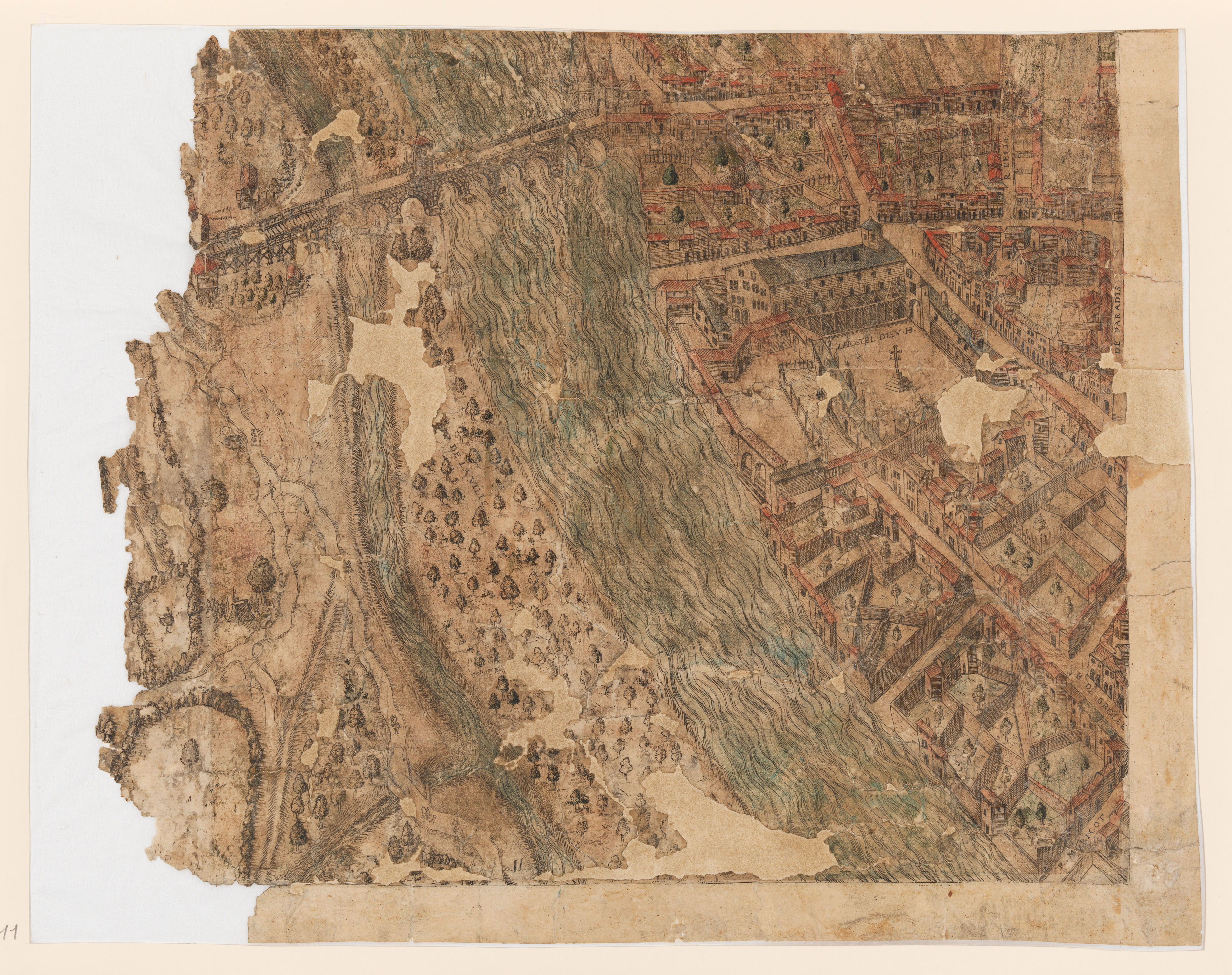
Plan scénographique de Lyon, planche 11, le pont du Rhône

### Origine et commanditaire
Ce document a une origine méconnue. Il n'existe pas d'information sur son commanditaire, son créateur ou son (éventuel) destinataire. Le procédé de fabrication, la gravure, laisse à penser qu'il était destiné à être réalisé en un certain nombre d'exemplaires, mais il n'en subsiste qu'un seul à l'heure actuelle. Par ailleurs, il n'existe aucune trace documentaire de l'existence d'autres exemplaires, comme si les vingt-cinq gravures avaient été réalisées pour n'être imprimées qu'une seule fois.

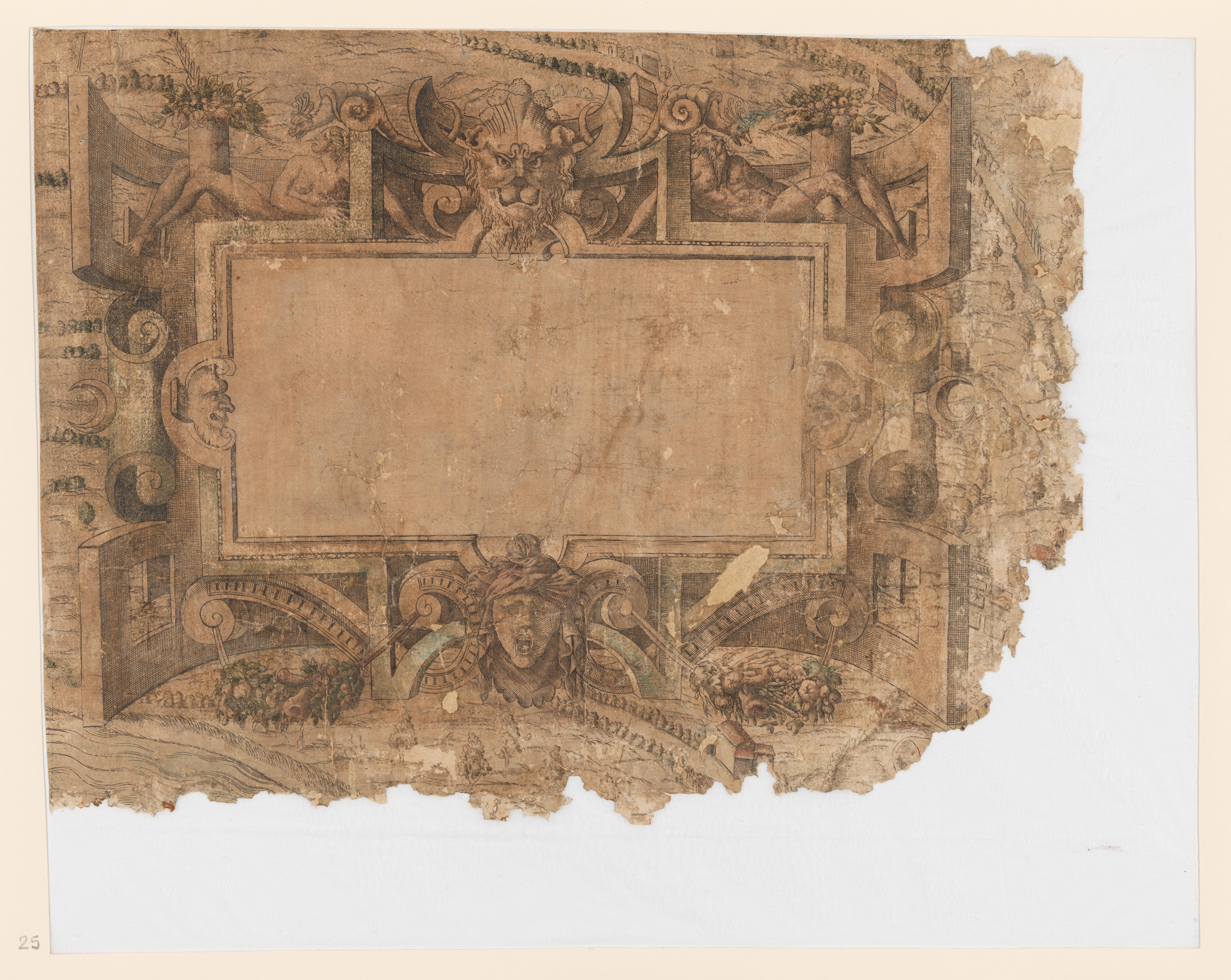
Plan scénographique de Lyon, planche 25, cartouche vide

### Déformations
Le plan scénographique de Lyon comporte de nombreuses déformations, notamment dans les parties périphériques du plan, au point que ces parties ne sont pas décrites comme géométrales, mais comme ayant une perspective qui tend vers l'horizontale,. Cela s'explique en partie par un nombre de points de prises de vue plus réduit pour ces éléments périphériques, alors que la partie centrale a quant à elle été certainement réalisée avec des prises de mesures sur le terrain.
De plus, le plan manque de réalisme au niveau des bâtiments, car il minore fortement la hauteur et le nombre d'étages des constructions de l'époque, notamment dans un souci de lisibilité des rues. Les rues ne sont pas toutes à la même échelle, induisant d'autres déformations.